# Larrabasterra (métro de Bilbao)
Larrabasterra est une station de la ligne 1 du métro de Bilbao. Elle est située dans le quartier de Larrabasterra, sur le territoire de la commune de Sopela, dans le Grand Bilbao, province de Biscaye de la communauté autonome du Pays Basque, en Espagne.

## Situation sur le réseau
Établie en surface, la station Larrabasterra de la ligne 1 du métro de Bilbao est située entre les stations de Sopela, en direction de Plentzia, et de Berango en direction d'Etxebarri. Elle se trouve en zone tarifaire 3.

Plan du métro.

## Histoire
La station Larrabasterra est mise en service le 11 novembre 1995 lors de l'ouverture à l'exploitation de la ligne 1 du métro.

## Services aux voyageurs

### Accès et accueil
Elle dispose de deux accès, rue Loiola Ander Deuna et rue Gatzarriñe.

### Desserte

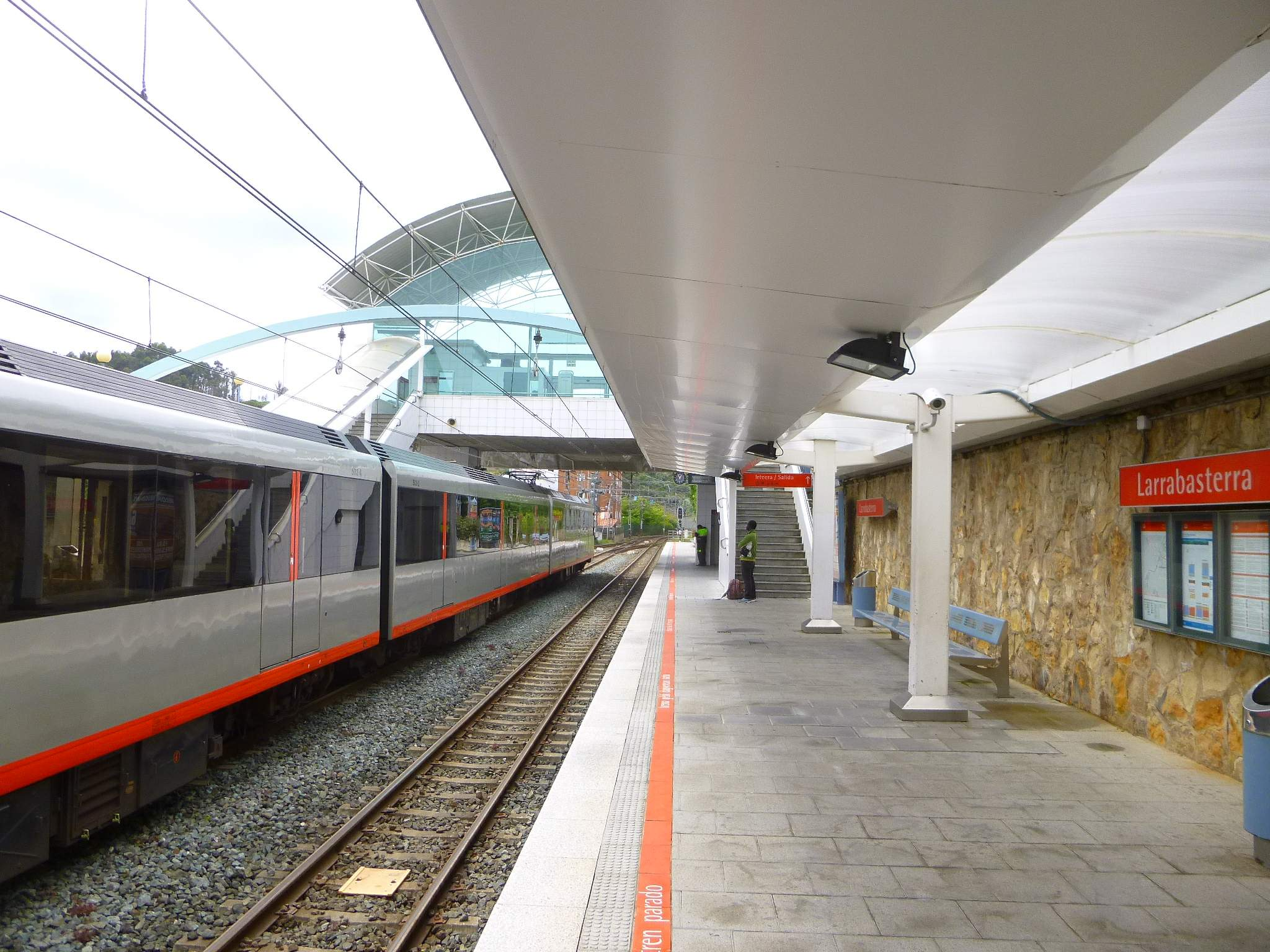
Desserte.

Larrabasterra est desservie par des rames de la ligne 1 du métro de Bilbao.